# Villa Gröndal

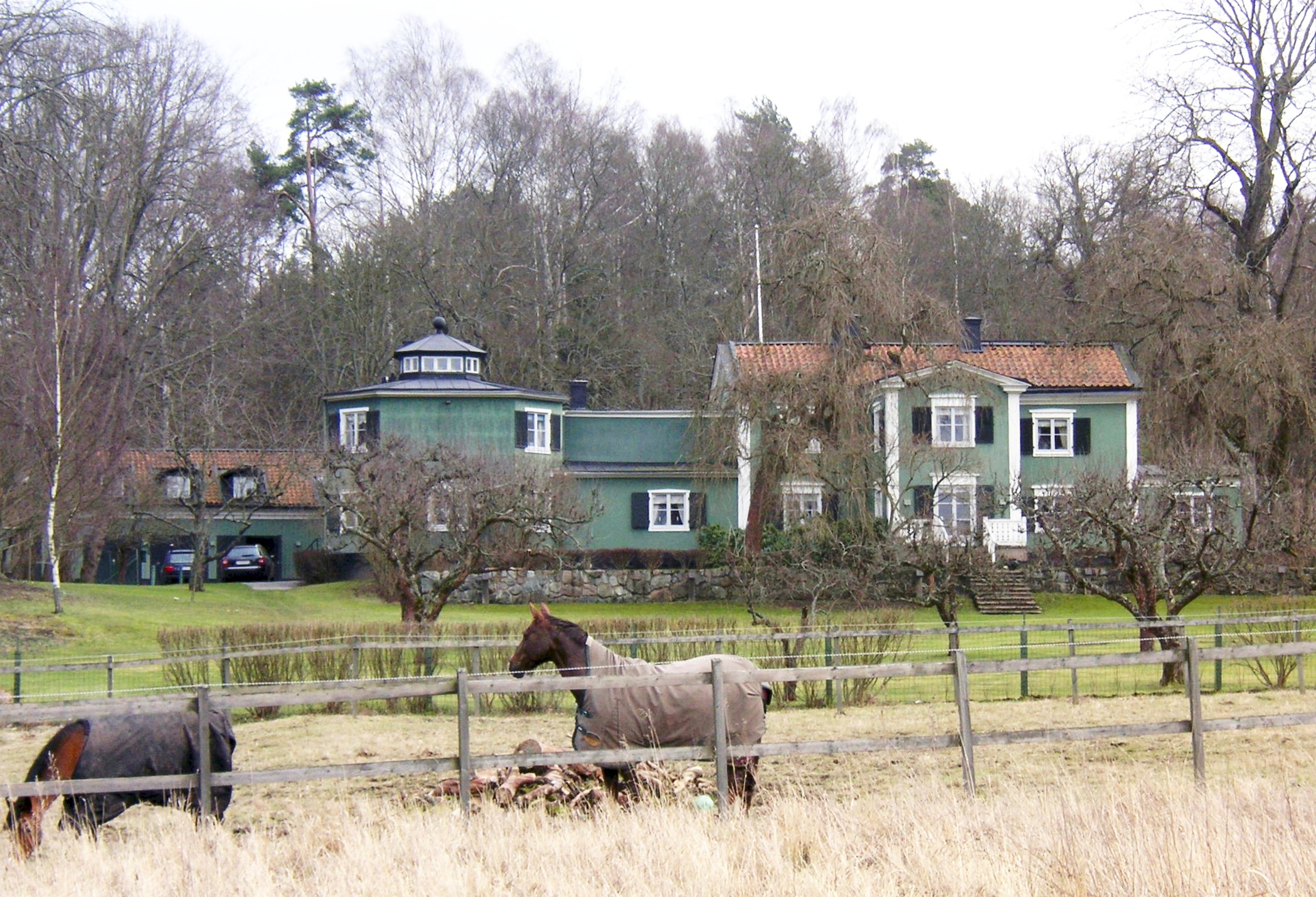
Villa Gröndal på Djurgården 2008. Ursprungsbyggnaden syns till höger.

Villa Gröndal är en privatbostad på norra delen av Södra Djurgården i Stockholm. Villan är belägen i närheten av Djurgårdsbrunnskanalen inte långt från Isbladskärret. Villan har blivit känd som skalden Gustaf Frödings sista hem. Byggnaden är blåmärkt av Stadsmuseet i Stockholm, vilket innebär "att bebyggelsen bedöms ha synnerligen höga kulturhistoriska värden".

## Historik
På en Djurgårdskarta från 1696 finns på platsen för dagens Gröndal endast texten "Lada" som vid den tiden låg strax utanför staketet vilket inhägnade den "Stora Jagten". Senare fanns här ett boställe för en av de jägare som biträdde vid de kungliga jakterna på Djurgården. Här fanns även en ladugård med kor och hästar. År 1818 hade fastigheten upplåtits på 50 år till stadssekreteraren Johan Ulrich som 1820 lät uppföra nuvarande byggnad. När Djurgårdsbrunnskanalen skulle börja byggas på 1830-talet köpte dock Karl XIV Johan tillbaka stället. 
I början av 1900-talet vårdades skalden Gustaf Fröding här för sin mentalsjukdom. Han bodde i villan tillsammans med sin vårdare Signe Trotzig till sin död den 8 februari 1911. Här skrev han även sin sista diktsamling Rekonvalescentia. År 1948 köptes Villa Gröndal av industrimannen Erland Waldenström. Han renoverade byggnaden och räddade den från förfall. 1954 byggdes huset till vid norra gaveln och fick sitt nuvarande utseende.

## Historiska interiörbilder från Frödings tid på Gröndal

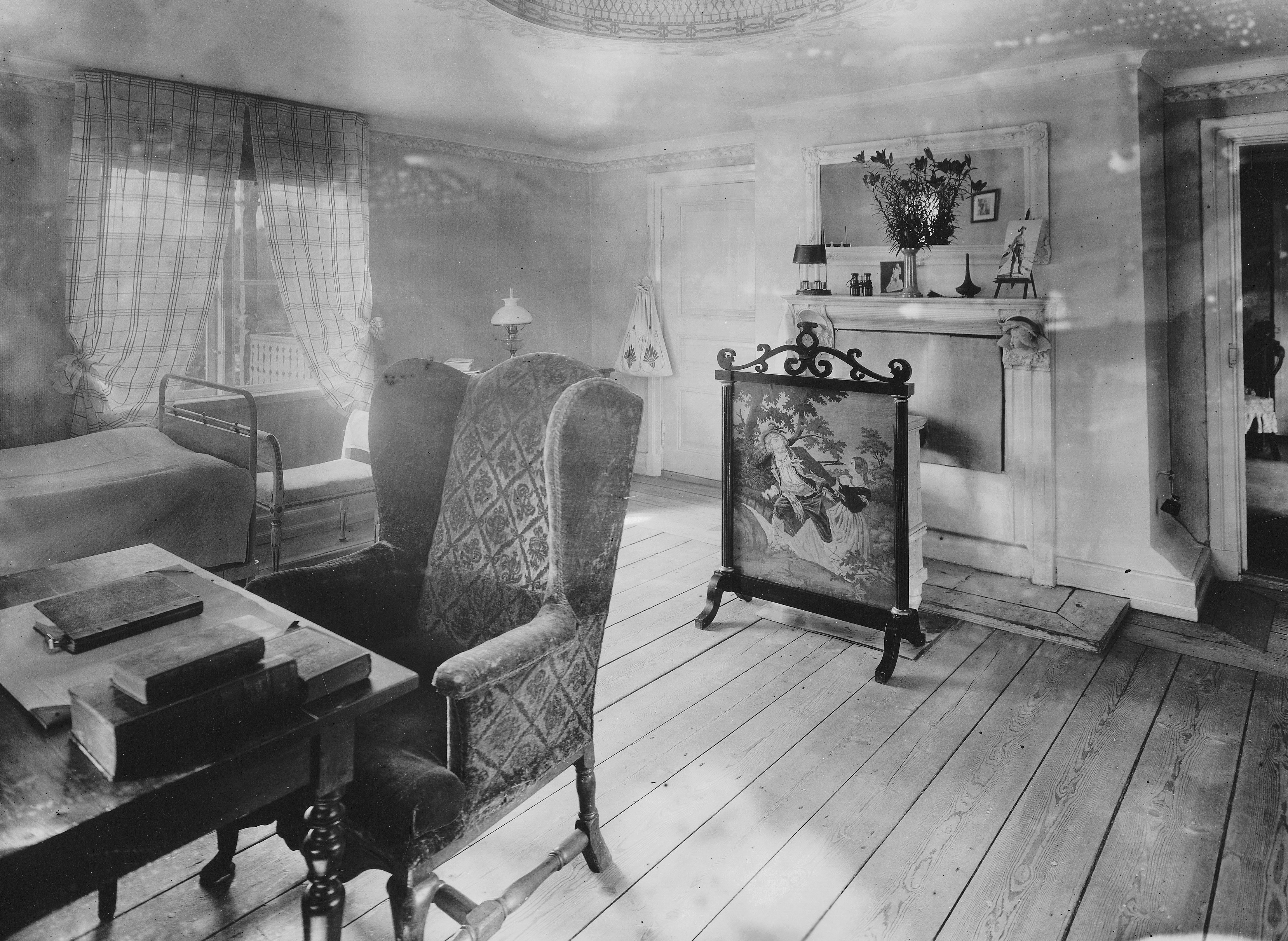
Arbetsrum
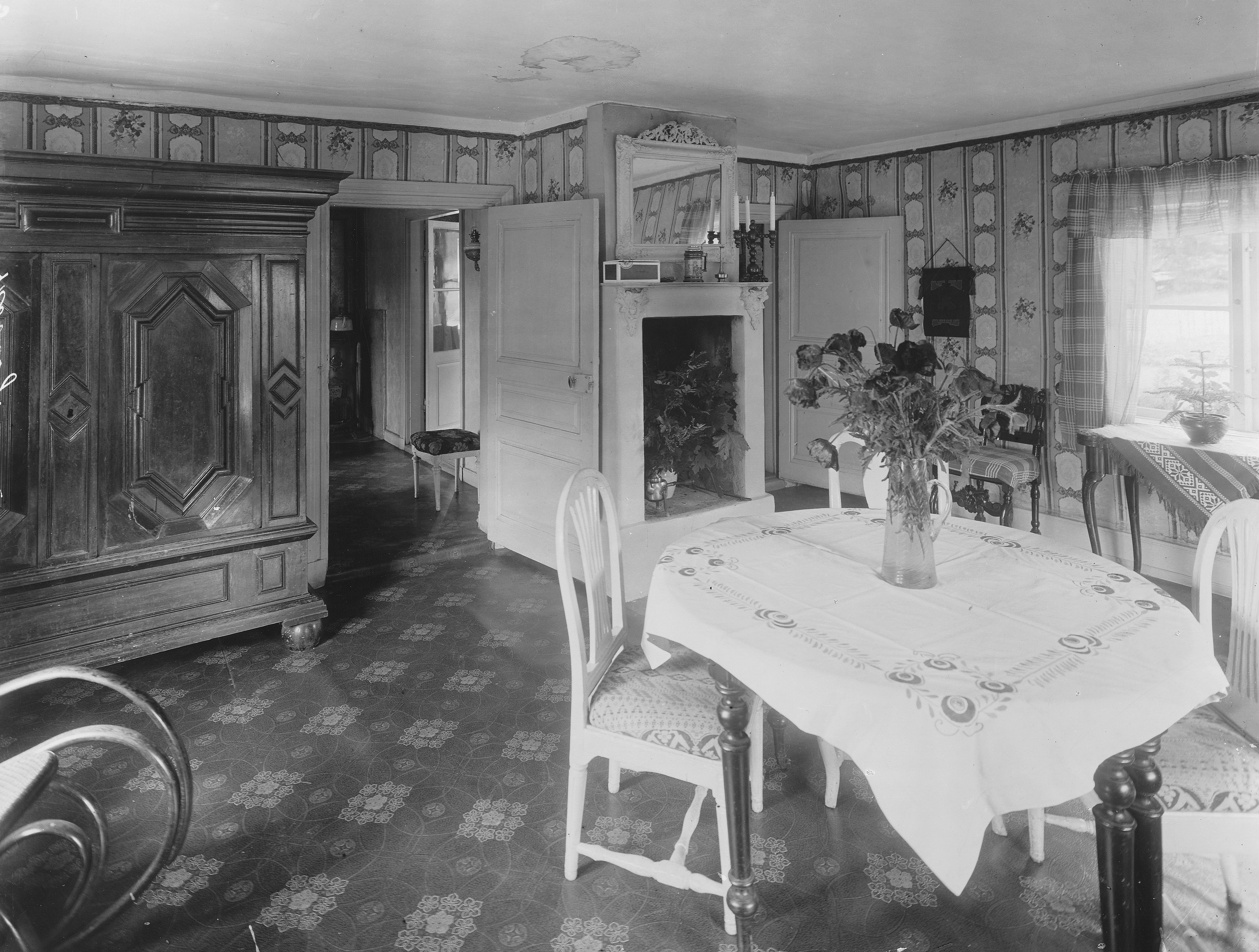
Sal
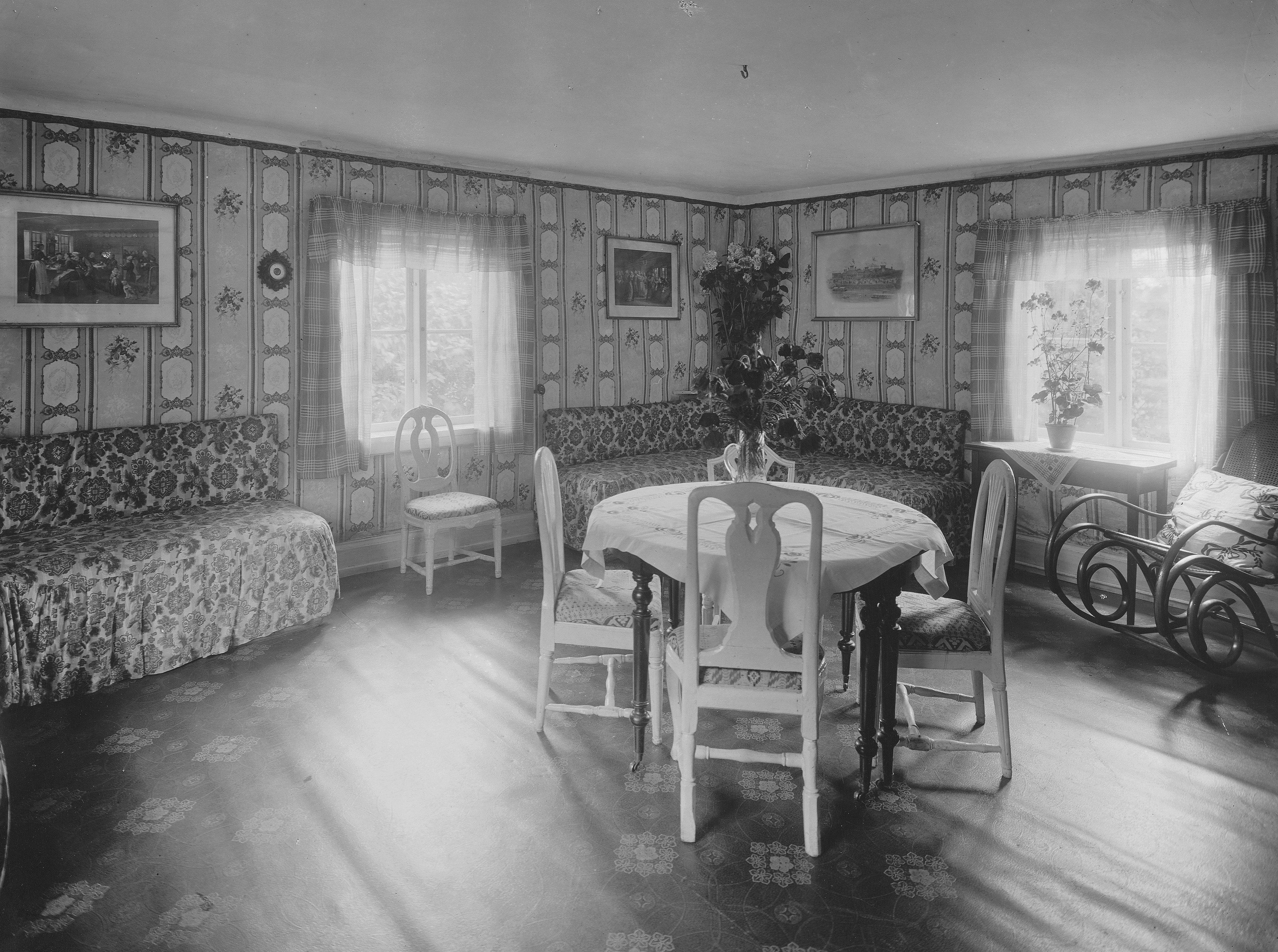
Sal
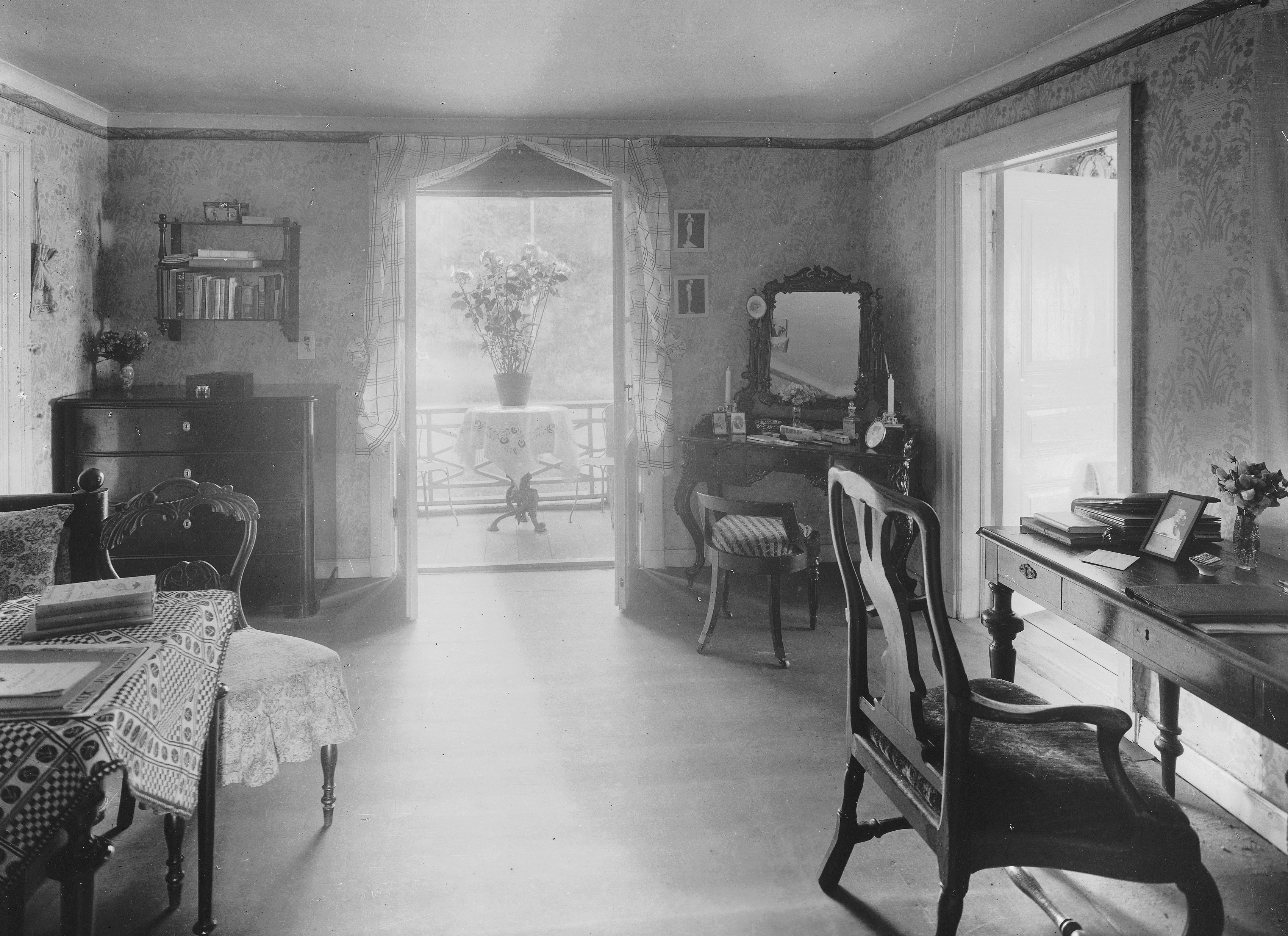
Rum
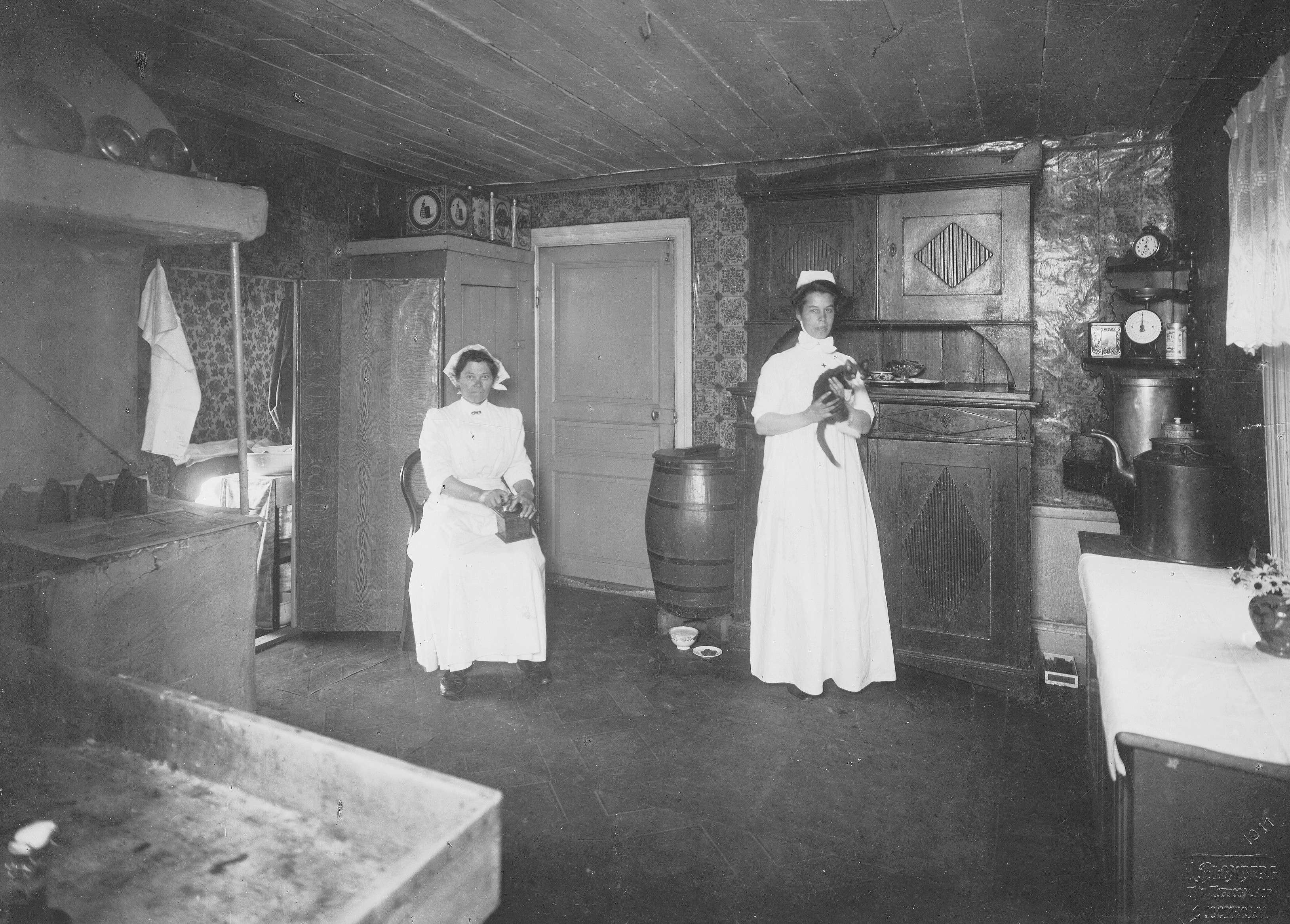
Kök